# (38706) 2000 QP83
2000 QP83 (asteroide 38706) é um asteroide da cintura principal. Possui uma excentricidade de 0.11271830 e uma inclinação de 6.84452º.
Este asteroide foi descoberto no dia 24 de agosto de 2000 por LINEAR em Socorro.